# Real Colegio Seminario del Corpus Christi
El Real Colegio Seminario del Corpus Christi o del Patriarca está situado en la calle de la Nau de la ciudad de Valencia frente a la antigua Universidad Literaria.

## Historia
Fue levantado a instancias del patriarca San Juan de Ribera. Su construcción se comenzó en 1586 terminándose en 1615. Intervinieron maestros canteros como Gaspar Gregori, Guillem del Rey, Bartolomé Abril, Francesc Figuerola, entre otros.
Tiene su precedente en el Colegio del Patriarca actual Colegio de Santo Domingo en Orihuela, que fue fundado por el patriarca de Antioquía y arzobispo de Valencia, el cardenal Fernando de Loazes, oriolano de nacimiento, edificio que llegó a ser Universidad.

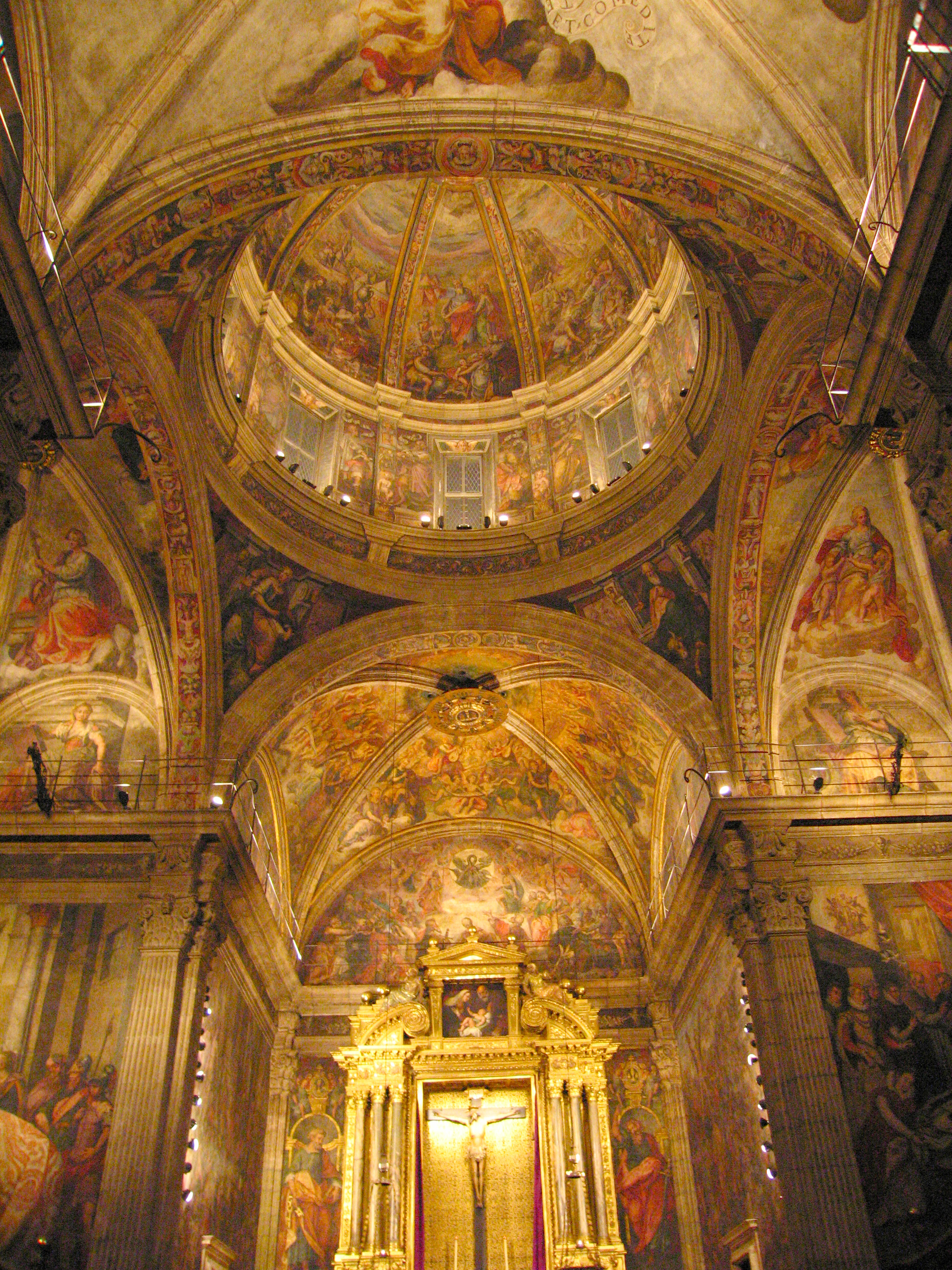
Interior de la iglesia con los frescos de Bartolomé Matarana que cubren sus muros.

Se trata de un compacto edificio que ocupa una manzana completa. Se ordena a través de un claustro rectangular alrededor del cual se distribuyen las dependencias colegiales y en el lado oeste se encuentra la iglesia. El claustro es uno de los mejores ejemplos de arquitectura renacentista realizado con columnas de mármol genovés. La iglesia es de planta de cruz latina con una sola nave con capillas laterales y cabecera recta, con cúpula en el crucero. Está dividida en dos tramos presentando un tercero a los pies sobre el que se dispone el coro alto. El interior esta totalmente decorado por pinturas al fresco. La capilla es de planta rectangular con cabecera poligonal decorada al fresco por Bartolomé Matarana. En el ángulo noreste del claustro se alza la escalera de voltes realizada en cantería que sería ejemplo para otras realizadas posteriormente en otros edificios.
En la fachada destaca la galería superior de arquillos y la torre campanario de la esquina. La portada realizada en mármol presenta un arco adintelado flanqueado por columnas pareadas sobre pedestales.
Tras el claustro y la iglesia se desarrollan las dependencias de servicio en torno a un patio menor. En la parte trasera del edificio se abre una puerta ante la que se levantó una verja en el siglo XIX con altos pretiles y remates en forma de pirámide.
Fue declarado en 1962 Monumento histórico artístico nacional. En 2007 fue declarado Bien de interés cultural con categoría de monumento.
Entre las obras de importancia histórico-artística que se conservan en el Museo del Patriarca destacan pinturas de El Greco, Jan Gossaert y Francisco Ribalta, así como el manuscrito original de la obra póstuma de Sir Tomás Moro, canciller británico y mártir de la iglesia, escrito durante su reclusión en la Torre de Londres antes de su ejecución que tuvo lugar el 6 de julio de 1535. Este valioso manuscrito, llamado ‘Instructions and Prayers’ o ‘Tristia Christi' (The Agony of Christ), que puede considerarse un auténtico testamento espiritual, fue salvado por su hija Margaret, quien lo hizo llegar a España con la ayuda del emperador Carlos V.